# Geoponica
Geoponica (auch Geoponika, sinngemäß „landwirtschaftliche Arbeiten“) ist ein Sammelbegriff für antike lateinische und griechische sowie mittelalterliche griechische Fachliteratur über Landwirtschaft.
Aus der Antike zählen dazu Werke der griechischen Autoren Xenophon (Oikonomikos), Aristoteles, Nikandros und Menekratos, ferner die römischen Autoren (u. a.) Cato (de agricultura), Varro (De re rustica), Vergil (Georgica) und Columella (De re rustica).
Von den vor dem 10. Jahrhundert entstandenen griechischen Originalwerken sind manche nicht in der ursprünglichen Fassung erhalten, doch können sie zum Teil anhand von späterer Literatur und Übersetzungen in andere Sprachen rekonstruiert werden.
Erhalten ist eine Geoponica genannte Sammlung von 20 Büchern über Landwirtschaft, die im 10. Jahrhundert in Konstantinopel für den byzantinischen Herrscher Konstantin VII. Porphyrogenitus angefertigt wurde. Die Sammlung ist in der Schilderung komplex; viele Einzelfragen bedürfen noch der Klärung. Sie fußt auf einem älteren Sammelwerk des Fachschriftstellers Cassianus Bassus (Kassianos Bassos, 6. Jahrhundert) mit dem griechischen Titel Eklogai peri georgias („Sammlung über Landwirtschaft“) aus 30 – teils erhaltenen teils verlorenen – antiken Autoren. Bassus benützte zwei griechische Werke von Autoren des 4. Jahrhunderts n. Chr. Sie wurde ins Syrische, Mittelpersische, Arabische und Armenische übersetzt. Die persische Version Varznama entstand spätestens im 7. Jahrhundert und stellt den ältesten Text über Ackerbau in dieser Sprache dar.
In Kapitel 1 werden vier gleich lange Jahreszeiten genannt, die nicht an die Punkte des Sonnenlaufs geknüpft sind.
- Frühling: 7. Februar bis 7. Mai
- Sommer: 8. Mai bis 7. August
- Herbst: 8. August bis 9. November
- Winter: 10. November bis 6. Februar

Im weiteren Verlauf wird eine weitere grobe Einteilung in zwei Jahresabschnitte vorgenommen, die von den heliakischen Auf- und Untergängen der Plejaden bestimmt werden. Die zusätzliche Einteilung spielt aber nur eine untergeordnete Rolle.
- 1. Zeitraum: 10. Juni – 3. November
- 2. Zeitraum: 4. November – 9. Juni